# Yambu
Yambu è un album di Mongo Santamaría, pubblicato dalla Fantasy Records nel 1958. Il disco fu registrato nel dicembre del 1958.

## Tracce
Lato A
1. Yeye – 2:58 (Francisco Aguabella)
2. Congobel – 2:45 (Mongo Santamaría)
3. Macunsere – 3:00 (Francisco Aguabella)
4. Timbales & Bongo – 7:30 (Mongo Santamaría)
5. Yambu – 4:00 (Mongo Santamaría)

Lato B
1. Bricamo – 4:45 (Francisco Aguabella)
2. Longoito – 3:05 (Francisco Aguabella)
3. Conga Pa Gozar – 4:00 (Mongo Santamaría)
4. Mi Guaguanco – 4:30 (Mongo Santamaría)
5. Columbia – 5:00 (Francisco Aguabella)

## Musicisti
Mongo Santamaría and His Band
- Mongo Santamaría - congas, bongos, percussioni
- Francisco Aguabella - congas, percussioni
- Modesto Duran - congas, percussioni
- Willie Bobo - timbales
- Pablo Mozo - cowbell, sticks, triangolo, percussioni
- Mercedes Hernandez - voce
- Israel Del Pino - voce